# Bad Man Bobbs
Bad Man Bobbs è un cortometraggio muto del 1915 diretto da Tom Mix.

## Produzione
Il film fu prodotto dalla Selig Polyscope Company. Venne girato a Las Vegas nel Nuovo Messico.

## Distribuzione
Distribuito dalla General Film Company, il film - un cortometraggio in una bobina - uscì nelle sale cinematografiche statunitensi il 30 novembre 1915.